# Ciriaco Sancha y Hervás
Beato Ciriaco María Sancha y Hervás (Quintana del Pidio, 18 de junho de 1833 - Toledo, 25 de fevereiro de 1909), foi um clérigo católico romano espanhol, arcebispo de Toledo e Patriarca das Índias Ocidentais, cardeal e beato da Igreja Católica.

## Biografia
Nasceu de uma família humilde, um dos sete filhos de Ambrosio Sancha Maestre e de Baltasara Hervás Casas. Ingressou no seminário de Osma em 1852; mais tarde, estudou na Universidade de Salamanca, onde obteve a licença em teologia em 1861.
Ordenou-se sacerdote em 27 de junho de 1858, por Vicente Horcos y San Martín, OSB, para a Diocese de Osma. Leitor de filosofia no Seminário de Osma, 1858-1862. O novo arcebispo de Santiago de Cuba, Primo Calvo Lope, convidou o Padre Sancha para acompanhá-lo; serviu na arquidiocese de Santiago de Cuba, de 8 de junho de 1862 a 1876: chanceler-secretário, 1862; professor de teologia moral em seu seminário; fundador da Congregação das Irmãs da Caridade, em 5 de agosto de 1869. Enquanto a arquidiocese estava vaga devido à morte do arcebispo (1868), o governo republicano espanhol nomeou, sem o consentimento da Santa Sé, o padre Pedro Llorente Miguel como sucessor em 1873. Tanto Monsenhor José María Orberá Carrión, vigário capitular, quanto seu secretário, Monsenhor Sancha, se opuseram à nomeação e foram presos. O cisma terminou em 1874.
O Papa Pio IX o nomeou bispo auxiliar de Toledo e bispo titular de Areopolis em 28 de janeiro de 1876. Recebeu a ordenação episcopal no 12 de março seguinte, do Cardeal Juan Ignacio Moreno y Maisanove, Arcebispo de Toledo, em Madrid; os principais co-consagradores foram Pedro José Sánchez Carrascosa y Carrión, CO, Bispo de Ávila, e José Oliver y Hurtado, Bispo de Pamplona.
Sob o pontificado de Papa Leão XIII, Ciriaco Sancha y Hervás foi nomeado para as seguintes sés:
- Bispo de Ávila, escolhido pelo rei em 29 de dezembro de 1881 e confirmado em 27 de março de1882;
- Bispo de Madrid-Alcalá, em 10 de junho de 1886;
- Assistente no Trono Pontifício, em 4 de maio de 1888;
- Arcebispo de Valência, em 11 de julho de 1892, instalado em 14 de novembro;
- Arcebispo de Toledo e Patriarca das Índias Ocidentais, em 24 de março de 1898.

Foi Senador do Reino da Espanha, de 1887-1890, pela Arquidiocese de Toledo, e depois por Lei Própria, de 1893 até sua morte.
Foi criado cardeal no consistório de 18 de maio de 1894 pelo Papa Leão XIII, recebendo o barrete cardinalício e o título de cardeal-padre de São Pedro em Montorio em 2 de dezembro de 1895. Participou do conclave de 1903, que elegeu o Papa Pio X.

## Falecimento e processo de beatificação
Faleceu em Toledo, sendo enterrado na catedral primacial. Em sua tumba de bronze, há a seguinte frase: "Viveu pobre e pobríssimo morreu".
Em 28 de abril de 2006, o Papa Bento XVI emitiu o decreto reconhecendo as virtudes heróicas do Servo de Deus Cardeal Ciriaco María Sancha y Hervás. Em 17 de janeiro de 2009, o Papa autorizou o decreto sobre um milagre atribuído à intercessão do Cardeal Sancha. A cerimônia de beatificação ocorreu no dia 18 de outubro de 2009, na catedral metropolitana de Toledo. Sua memória religiosa é celebrada no dia 25 de fevereiro.
A congregação que fundou em 1869 atualmente se chama Congregação das Irmãs da Caridade do Cardeal Sancha, ou Sanchinas CVP.